# Teoria do mito de Jesus
A teoria do mito de Cristo (também conhecida como a teoria do mito de Jesus, Jesus mítico ou a teoria da não-historicidade de Jesus, ou ainda a hipótese da inexistência de Jesus) é a visão de que a pessoa conhecida como Jesus de Nazaré não teve existência histórica. Alguns defensores da teoria alegam que os eventos ou frases associados com a figura de Jesus no Novo Testamento podem ter sido elaborados a partir de uma ou mais pessoas que realmente existiram, mas que nenhuma delas era, em nenhum sentido, o fundador do cristianismo. Alternativamente, nos termos de Bart Ehrman parafraseando Earl Doherty, "o Jesus histórico não existiu. Ou, se existiu, não teve praticamente nada a ver com as origens do cristianismo".</ref> A opinião predominante sugere que a existência de Jesus histórico  pode ser determinada usando documentos e outras evidências, embora a maioria sustente que muito do material no Novo Testamento não deve ser tomado ao pé da letra.
A teoria do mito de Cristo é uma teoria marginal, apoiada por poucos acadêmicos ou especialistas eméritos em credibilidade bíblica ou disciplinas cognatas. A teoria se afasta da visão histórica de Jesus que — embora os evangelhos incluíssem muitos elementos míticos —, são elaborações religiosas adicionadas aos relatos do Jesus histórico que foi crucificado no século I, na província romana da Judeia.
Os antecedentes da teoria podem ser remontados até os pensadores do Iluminismo francês Constantin-François Volney e Charles François Dupuis, na década de 1790. O primeiro acadêmico a defender tal tese foi o historiador do século XIX e teólogo Bruno Bauer e outros defensores como Arthur Drews foram notáveis nos estudos bíblicos durante o início do século XX. Autores como George Albert Wells, Robert M. Price, Richard Carrier e Earl Doherty recentemente repopularizaram a teoria.

## Jesus e as origens do cristianismo
As origens e a rápida ascensão do cristianismo, bem como o Jesus histórico e a historicidade de Jesus, são uma questão de debate de longa data na pesquisa teológica e histórica. Enquanto o cristianismo pode ter começado com um núcleo inicial de seguidores de Jesus, poucos anos depois da sua morte em c. 33 d.C., na época em que o apóstolo Paulo começou a pregar, vários "movimentos de Jesus" pareciam ter existido, o que propagou interpretações divergentes dos ensinamentos de Cristo. Uma questão central é como essas comunidades se desenvolveram e quais eram suas convicções originais, e como uma ampla gama de crenças e ideias poderiam ser encontradas no cristianismo primitivo, incluindo o adotacionismo e o docetismo, incluindo as tradições gnósticas que usavam imagens cristãs, todas consideradas heréticas pelo cristianismo proto-ortodoxo. No meio acadêmico tradicional Jesus é tido como uma pessoa real que foi posteriormente deificada.

### Visão histórica tradicional
Jesus é estudado por várias disciplinas acadêmicas, usando uma variedade de métodos críticos textuais.
Esses métodos críticos e a busca do Jesus histórico levaram a uma desmitologização de Jesus, e a visão histórica dominante é que, embora os evangelhos incluam elementos míticos ou lendários, essas são interpretações religiosas da vida e morte do Jesus histórico que viveu na Palestina romana do primeiro século. Enquanto os estudiosos diferem na historicidade dos episódios específicos descritos nos relatos bíblicos de Jesus, o batismo e a crucificação são dois eventos na vida de Jesus que estão sujeitos a um "assentimento quase universal". De acordo com a historiadora Alanna Nobbs, 
enquanto os debates históricos e teológicos permanecem sobre as ações e o significado desta figura, sua fama como mestre, e sua crucificação sob [a ordem d]o governador romano Pôncio Pilatos, pode ser descrita como historicamente certa.
O erudito do Novo Testamento Bart D. Ehrman afirma que Jesus "certamente existiu, como virtualmente todo erudito competente da antiguidade, cristão ou não-cristão, concorda", e também afirma que a existência de Jesus e sua crucificação pelos romanos é atestada por uma ampla gama de fontes, incluindo Josefo e Tácito.
Embora haja um acordo acadêmico generalizado sobre a existência de Jesus como uma figura histórica, os retratos de Jesus frequentemente divergiram um do outro e da imagem retratada nos relatos evangélicos.

### Visões cristãs tradicionais e modernas
A teologia cristã e o dogma tradicionais veem Jesus como a encarnação de Deus/Cristo na Terra e como o Messias, cuja morte foi o sacrifício que obteve a expiação para todos os que creem que Jesus é o Cristo. De acordo com as tradições cristãs, tanto os Evangelhos, quanto as epístolas paulinas são escritos inspirados,  que relatam de maneira confiável o nascimento e a vida de Jesus, seu ministério, suas palavras, sua crucificação e ressurreição, de acordo com o plano de Deus.
A teologia liberal, seguindo a desmitologização de Jesus, enfatiza sua vida terrena como um modelo exemplar a ser seguido pelos cristãos.

### Teóricos do mito de Cristo
Alguns autores moderados, mais notavelmente Wells, argumentaram que pode ter havido um Jesus histórico, mas que esse Jesus histórico foi fundido com outra tradição cristã, a saber, o Cristo mítico de Paulo. Outros, mais notavelmente Wells e Alvar Ellegård, argumentaram que o Jesus de Paulo pode ter vivido muito antes, em um passado remoto vagamente lembrado.
Os mitólogos mais radicais sustentam, nos termos dados por Price, o ponto de vista do "ateísmo de Jesus", isto é, nunca houve um Jesus histórico, apenas um personagem mítico, e o mitema de sua encarnação, morte e ascensão. Esse personagem se desenvolveu a partir de uma fusão sincrética do pensamento religioso judaico, helenístico e do Oriente Médio; foi apresentado por Paulo; e historicizado nos evangelhos, que são também sincréticos. São "ateus" notáveis dessa corrente Paul-Louis Couchoud, Earl Doherty, Thomas L. Brodie e Richard Carrier.
Alguns outros autores defendem o ponto de vista agnóstico de Jesus. Isto é, não se pode concluir se houve um Jesus histórico. E se houvesse, quase nada poderia ser conhecido sobre ele. São "agnosticistas" notáveis dessa corrente Robert Price, Thomas L. Thompson e Raphael Lataster.
Enquanto defensores da teoria do mito de Cristo, como Earl Doherty, Price e Carrier, estão preocupados com as origens do cristianismo e a gênese da figura de Cristo, a percepção e o debate sobre a teoria tem se voltado cada vez mais para a questão mais simples de se Jesus existiu ou não e consequentemente com alguns estudiosos propondo uma posição mais moderada.

## Argumentos
De acordo com o estudioso do Novo Testamento Robert Van Voorst, a maioria dos mitólogos que defender o mito de Cristo segue um argumento tríplice: eles questionam a confiabilidade das epístolas paulinas e dos Evangelhos com relação à historicidade de Jesus; eles notam a falta de informação sobre Jesus em fontes não cristãs do primeiro e do início do segundo século; e eles argumentam que o cristianismo primitivo era sincrético e mitológico desde o começo.

### Visão geral dos principais argumentos
A maioria dos defensores da teoria argumenta que a evidência da existência de um Jesus Cristo histórico é, na melhor das hipóteses, fraca, apontando para uma série de peculiaridades percebidas nas fontes que elas consideram como não dignas de confiança para um relato histórico. Os cristãos primitivos e outras fontes não possuem informações biográficas sobre Jesus, o chamado "argumento do silêncio".  Em vez disso, o Cristo de Paulo e o Jesus dos Evangelhos são de natureza mítica e alegórica. Eles argumentam ainda que os Evangelhos são um composto de várias linhas de pensamento, dependendo dos escritos judaicos, e notam as semelhanças do cristianismo primitivo e da figura de Cristo com as religiões de mistério do mundo greco-romano.
- O Jesus de Paulo é um ser celestial, não uma pessoa histórica, ou pode ter vivido em um passado sombrio – as epístolas paulinas são mais antigas que os evangelhos, contudo, além de algumas passagens que podem ter sido interpoladas, não fazem referência a um Jesus histórico que viveu na Terra fisicamente, nem citam quaisquer declarações de Jesus. Há uma ausência completa de qualquer informação biográfica detalhada, como seria de se esperar se Jesus fosse contemporâneo de Paulo;[43][Nota 7] em vez disso, Paulo se refere a Jesus como um ser exaltado. Portanto, Paulo provavelmente está escrevendo sobre uma entidade mítica, uma deidade celestial, "uma figura salvadora modelada a partir de figuras semelhantes dentro das antigas religiões de mistério" chamado Jesus; ou uma pessoa histórica que pode ter vivido em um passado sombrio, muito antes do início da Era Comum.
- Os Evangelhos não são registros históricos – embora os Evangelhos pareçam apresentar uma estrutura histórica, eles não são registros históricos, mas escritos teológicos, que são baseados em uma variedade de fontes e influências, incluindo os escritos do Antigo Testamento,[44] filosofia estoica grega e os métodos exegéticos de Filo. O gênero dos Evangelhos seria, portanto, mito ou ficção lendária que impuseram "uma narrativa histórica fictícia" a uma "figura mitológica do salvador cósmico" tecendo várias tradições pseudo-históricas de Jesus, mais notavelmente o do "personagem sobrenatural" das epístolas de Paulo[45] e "ideias importantes na literatura da sabedoria judaica".[46]
- Sem relatos de testemunhas oculares independentes – Nenhuma testemunha independente sobreviveu, apesar do fato de que muitos autores escreviam naquela época. Os primeiros relatos romanos do século II contêm pouca evidência e podem depender de fontes cristãs.[Nota 8]
- Diversidade no cristianismo primitivo e paralelos com outras religiões – O cristianismo primitivo era amplamente diversificado e sincretista, compartilhando ideias filosóficas e religiosas comuns com outras religiões da época.[47][48] Suas origens não podem ser atribuídas a um único (grupo) fundador, mas devem estar enraizadas em um movimento religioso mais amplo. Surgiu no mundo greco-romano do primeiro e segundo século d.C., sintetizando a grega e a antiga filosofia judaica do Período do Segundo Templo.[48] Paralelos com outras religiões incluem as ideias de aspectos personificados de Deus, ideias proto-gnósticas e figuras de salvação destacadas nas religiões de mistério, que eram muitas vezes (mas nem sempre) uma deidade de vida, morte e ressurreição.

### Epístolas paulinas

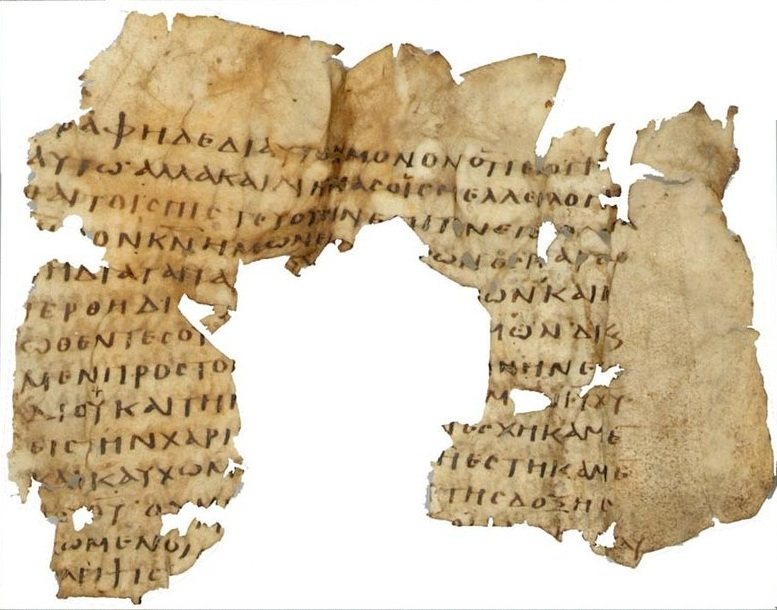
Fragmento do século III da Cartas aos Romanos, de Paulo.

#### Datação

##### Visão acadêmica tradicional
As sete epístolas paulinas são consideradas pelo consenso acadêmico como epístolas genuínas, geralmente datadas de 50 a 60 d.C. (isto é, aproximadamente vinte a trinta anos após o período de tempo geralmente aceito para a morte de Jesus, 30–36 d.C.) e são os primeiros textos cristãos sobreviventes que incluem informações sobre Jesus. Estas são: Romanos, 1° e 2° Corintios, Gálatas, Filipenses, Filemon e 1 Tessalonicenses.

##### Visão dos mitólogos
Alguns mitólogos questionam a datação inicial das epístolas, levantando a possibilidade de representarem uma vertente posterior e mais desenvolvida do pensamento cristão primitivo. O teólogo Willem Christiaan van Manen da escola holandesa de crítica radical observou vários anacronismos nas epístolas paulinas. Van Manen afirmou que eles não poderiam ter sido escritos em sua forma final antes do século II. Ele também observou que a escola marcionita foi a primeira a publicar as epístolas, e que Marcião (c. 85–160) as usou como justificativa para suas visões gnósticas e docéticas de que a encarnação de Jesus não estava em um corpo físico. Van Manen também estudou a versão de Marcião da Epístola aos Gálatas em contraste com a versão canônica, e argumentou que a versão canônica foi uma revisão posterior que enfatizou os aspectos gnósticos.
Price escreveu que "o problema histórico de Jesus se replica no caso de Paulo", e que as epístolas têm as mesmas limitações que os Evangelhos como evidência histórica. Price vê as epístolas como uma compilação de fragmentos (possivelmente com um núcleo gnóstico), e sustenta que Marcião foi responsável por grande parte do corpus paulino ou até mesmo escreveu as próprias cartas, enquanto criticava a falácia ad hominem circunstancial dos outros teóricos do mito de Cristo da metade do primeiro século (por exemplo, Gálatas é convencionalmente datado c. 53 d.C. por suas próprias razões apologéticas).

### Historicidade dos Evangelhos

#### Datação e autoria
O consenso geral dos estudiosos modernos é que Marcos foi o primeiro evangelho a ser escrito, e data antes de c. 65 d.C., enquanto Mateus e Lucas, que o usam como fonte, foram escritos entre 80 e 85 d.C. A história da composição de João é complexa, mas a maioria dos estudiosos a vê acontecendo em estágios que começam já em 70 d.C. e se estendem até o final daquele século. De acordo com Carrier, "Os Evangelhos não podem ser realmente datados, nem os verdadeiros autores são conhecidos. Seus nomes foram atribuídos muito cedo, mas não cedo o suficiente para termos certeza de que eram conhecidos. É baseado na especulação de que Marcos foi o primeiro, escrito entre 60 e 70 d.C., Mateus o segundo, entre 70 e 80 d.C., Lucas (e Atos) em terceiro lugar, entre 80 e 90 d.C. e João por último, entre 90 e 100 d.C.".

#### Josefo e Tácito
Existem três fontes não-cristãs que são tipicamente usadas para estudar e estabelecer a historicidade de Jesus — duas menções em Josefo e uma menção na fonte romana de Tácito. Segundo John Dominic Crossan:
Aquele [Jesus] que foi crucificado é tão certo quanto qualquer coisa histórica pode ser, já que tanto Josefo quanto Tácito [...] concordam com os relatos cristãos sobre pelo menos esse fato básico.

##### Josefo
Josefo em História dos Judeus, escrito em torno de 93–94 d.C., inclui duas referências ao Jesus bíblico. A visão acadêmica geral é que, embora a passagem mais longa no livro 18, conhecida como Testimonium Flavianum, não seja provavelmente autêntica em sua totalidade, é amplamente aceito que ela originalmente consistia de um núcleo autêntico, que era então sujeito à interpolação cristã ou mesmo falsificação. Alguns mitólogos também argumentam que o Testimonium Flavianum pode ter sido uma interpolação parcial ou uma falsificação pelo apologista cristão Eusébio no século IV ou por outros.

#### Tácito
Os defensores da teoria do mito de Cristo, como G. A. Wells e Carrier, afirmam que fontes como Tácito e outras, que foram escritas décadas depois dos eventos descritos na bíblia, não incluem tradições independentes que se relacionam com Jesus e, portanto, não podem confirmar fatos históricos sobre ele.
O historiador romano Tácito referiu-se a "Christus" e sua execução por Pôncio Pilatos em seus Anais (escrito c. 116 d.C.):
[...] odiava uma classe por suas abominações, chamada cristã pela população. Christus, de quem o nome teve sua origem, sofreu a penalidade extrema durante o reinado de Tibério nas mãos de um dos nossos procuradores, Pôncio Pilatos.
O tom muito negativo dos comentários de Tácito sobre os cristãos faz a maioria dos especialistas acreditar que é extremamente improvável que a passagem tenha sido forjada por um escriba cristão. A referência de Tácito é agora amplamente aceita como uma confirmação independente da crucificação de Cristo, embora alguns estudiosos insistem em questionar a autenticidade e valor histórico da passagem em vários campos.

#### Outras fontes
Em Jesus Outside the New Testament (2000), o estudioso Van Voorst considera as referências a Jesus em escritos clássicos, escritos judaicos, fontes hipotéticas dos Evangelhos canônicos e escritos cristãos existentes fora do Novo Testamento. Van Voorst conclui que fontes não-cristãs fornecem "uma pequena mas certa corroboração de certas tradições históricas do Novo Testamento sobre o contexto familiar, tempo de vida, ministério e morte de Jesus", bem como a "evidência do conteúdo da pregação cristã, que é independente do Novo Testamento", enquanto fontes cristãs extra-bíblicas dão acesso a "algumas informações importantes sobre as primeiras tradições sobre Jesus". No entanto, as fontes do Novo Testamento permanecem centrais "tanto para as linhas principais quanto para os detalhes sobre a vida e o ensino de Jesus".

### Diversidade e paralelos

#### Paralelos com outras religiões
Doherty observa que, com as conquistas de Alexandre, o Grande, a cultura grega e o idioma da Grécia Antiga espalharam-se pelo mundo do Mediterrâneo oriental, influenciando as culturas já existentes por lá. A conquista romana dessa área se somou à diversidade cultural, mas também a uma sensação de alienação e pessimismo. Uma rica diversidade de ideias religiosas e filosóficas estava disponível e o judaísmo era tido em alta consideração por não-judeus por suas ideias monoteístas e seus altos padrões morais. O monoteísmo também foi sincretizado pela filosofia grega, especialmente o platonismo, com seu Deus superior e o intermediário Logos. De acordo com Doherty, "foi deste rico solo de ideias que surgiu o cristianismo, um produto da filosofia judaica e grega", ecoando Bruno Bauer, que argumentou que o cristianismo era uma síntese de estoicismo, neoplatonismo grego e pensamento judaico.

#### Crença judaica em um anjo celestial chamado Jesus
Alguns estudiosos notaram a extensão e o significado da crença judaica em um anjo-chefe agindo como um mediador celestial durante o período do Segundo Templo, bem como as semelhanças entre Jesus e este anjo celestial chefe. Ehrman chegou a ponto de argumentar que Paulo considerava Jesus um anjo, que estava encarnado na terra.
Segundo Carrier, originalmente "Jesus era o nome de um ser celestial, subordinado a Deus": "Esse 'Jesus' provavelmente teria sido o mesmo arcanjo identificado por Filo de Alexandria como já existia na teologia judaica". Filo conhecia essa figura por todos os atributos que Paulo já conhecia Jesus: o filho primogênito de Deus (Epístola aos Romanos 8:29), a imagem celestial de Deus (Segunda Epístola aos Coríntios 4:4) e agente da criação de Deus (Primeira Epístola aos Coríntios 8:6). Ele também foi o sumo sacerdote celestial de Deus (Hebreus 2:17, 4:14, etc.) e o Logos de Deus. Filo diz que esse ser foi identificado como a figura chamada Jesus no Livro de Zacarias.

##### Personificação do Logos e da Sabedoria
Separadamente da teoria do mito de Cristo, o estudioso de estudos religiosos antigos Peter Schäfer afirma que o Logos de Filo provavelmente deriva de sua compreensão da "literatura da Sabedoria pós-bíblica, em particular a Sabedoria de Salomão". O professor do Novo Testamento da Universidade Loyola Urban, C. von Wahlde observa que a literatura da Sabedoria judaica e os escritos filosóficos de Filo podem fornecer "o pano de fundo para o Logos do Prólogo Joanino".

##### Culto de mistério judaico-helenístico
De acordo com Doherty, o Cristo de Paulo compartilha semelhanças com os cultos de mistério greco-romanos.
Os autores Timothy Freke e Peter Gandy explicam que Jesus era uma divindade, semelhante às do culto de mistério, enquanto Dorothy Murdock argumenta que o mito de Cristo se baseia fortemente na história egípcia de Osíris e Hórus. Segundo Robert Price, a história de Jesus retratada nos Evangelhos é semelhante ao arquétipo do herói mítico de Rank-Raglan. O arquétipo do herói mítico está presente em muitas culturas que frequentemente têm concepções miraculosas ou nascimentos virginais proclamados por homens sábios e marcados por uma estrela, são tentados ou combatem forças malignas, morrem numa colina, aparecem após a morte e ascendem ao céu. De acordo com Carrier, o cristianismo primitivo era apenas um dos vários cultos de mistério que se desenvolveram a partir de influências helenísticas em cultos e religiões locais.
A maioria dos acadêmicos discorda dessa interpretação. Muitos acadêmicos bíblicos renomados respondem que a maioria desses paralelos são coincidências ou sem base histórica e/ou que esses paralelos não provam que uma figura de Jesus não existiu. Em particular, as transformações enfrentadas pelas divindades têm diferenças distintas da ressurreição de Jesus. Osíris recupera a consciência como rei do submundo, em vez de ser "transformado em uma nova criação escatológica", como escreve Craig S. Keener:
Enquanto Jesus nasce de uma mulher humana (tradicionalmente virgem) e acompanhado de pastores, [Mitra] nasce (não acompanhado por pastores) da deusa Aditi (para quem a palavra "virgem" é apenas raramente, frouxamente, e indiretamente aplicada num sentido altamente poético), ao passo que Mitra (concebido, é acompanhado por pastores mais tarde) emerge adulto de uma rocha.

O renascimento de muitas dessas divindades foi uma clara metáfora para a renovação da primavera que repetia a morte a cada ano, em vez de um acontecimento histórico destinado a proclamar o cancelamento da morte pelo deus em questão. Alguns desses paralelos aparecem após o cristianismo (por exemplo, as primeiras referências a Adônis ressurgindo dos mortos são do segundo século d.C., Átis um século mais tarde), e são frequentemente conhecidas apenas por fontes cristãs posteriores. A maioria dos outros e mais recentes paralelos foram feitos nos trabalhos de James George Frazer, ou pode ser considerado mais um caso de paralelomania na teoria e até deturpação de fontes religiosas (cristãs e não-cristãs) e linguísticas (por exemplo, ignorando o falso cognato entre Cristo e Krishna).
 Os teólogos cristãos citaram o arquétipo do herói mítico enquanto afirmavam completamente um Jesus histórico. Os acadêmicos seculares também apontaram que os ensinamentos de Jesus marcaram "um afastamento radical de todas as convenções pelas quais os heróis foram definidos".

### Defensores dos séculos XVIII e XIX

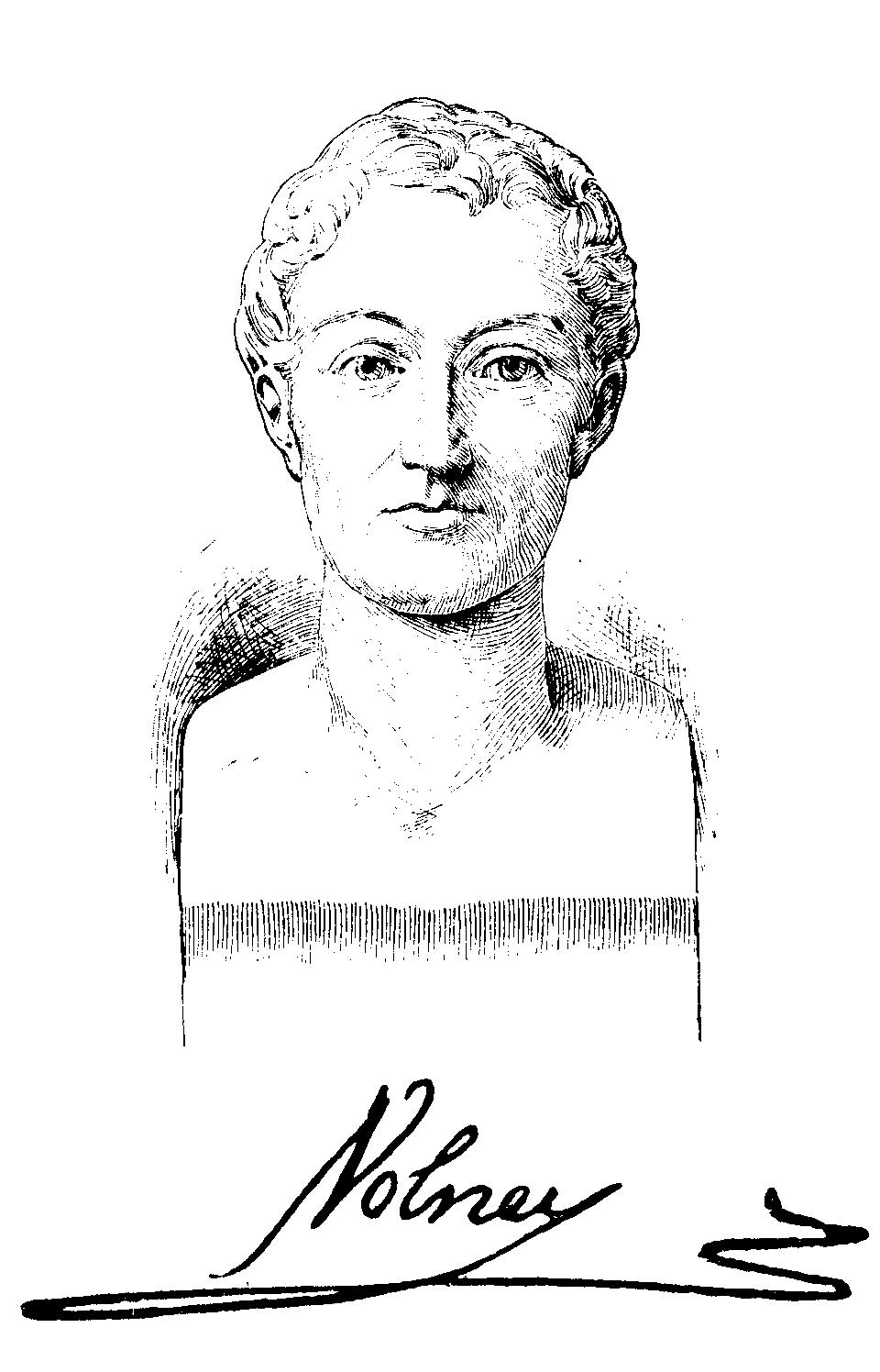
Historiador francês Constantin-François Volney, um dos mais remotos defensores da teoria do mito de Cristo.

De acordo com Van Voorst, "o argumento de que Jesus nunca existiu, mas foi inventado pelo movimento cristão por volta do ano 100, remonta aos tempos do Iluminismo, quando o estudo histórico-crítico do passado nasceu", e pode ter-se originado com o Sr. Bolingbroke, um deísta inglês.
De acordo com Weaver e Schweitzer, os primórdios da negação formal da existência de Jesus remontam à França do final do século XVIII com as obras de Constantin-François Chassebœuf e Charles-François Dupuis. Volney e Dupuis argumentaram que o cristianismo era uma fusão de várias mitologias antigas e que Jesus era um personagem totalmente mítico. Dupuis argumentou que os rituais antigos na Síria, Egito, Mesopotâmia, Pérsia e Índia influenciaram a história cristã, que passava a ser uma alegoria tal como as deidades solares, como o Sol Invicto. Dupuis também disse que a ressurreição de Jesus era uma alegoria para o crescimento da força do sol no signo de Áries no equinócio da primavera. Volney argumentou que Abraão e Sara eram derivados de Brahma e sua esposa Sarasvati, enquanto Cristo estava relacionado a Krishna. Volney fez uso de uma versão de rascunho do trabalho de Dupuis e às vezes diferiu dele, por exemplo, ao argumentar que as histórias do evangelho não foram intencionalmente criadas, mas foram compiladas organicamente. A perspectiva de Volney tornou-se associada às ideias da Revolução Francesa, que impediram a aceitação dessas visões na Inglaterra. Apesar disso, o seu trabalho reuniu seguidores significativos entre os pensadores radicais britânicos e americanos durante o século XIX.

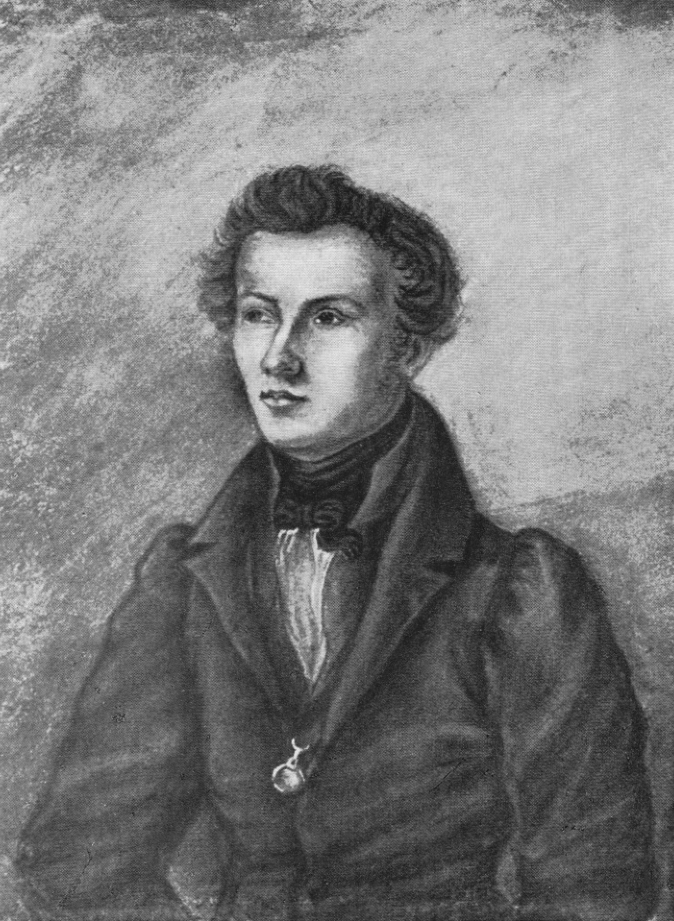
Professor alemão Bruno Bauer

O alemão Bruno Bauer, que lecionou na Universidade de Bonn, levou os argumentos racionalistas de David Strauss e tornou-se o primeiro autor a argumentar sistematicamente que Jesus não existira. Começando em 1841 com seu Criticism of the Gospel History of the Synoptics, Bauer argumentou que Jesus era principalmente uma figura literária, mas deixou em aberto a questão de saber se existia um Jesus histórico. Em seguida, em seu Criticism of the Pauline Epistles (1850–1852) e em A Critique of the Gospels and a History of their Origin (1850–1851), Bauer argumentou que Jesus não existira. Todavia, seu trabalho mais importante defendendo Jesus Cristo como um personagem literário é Christus und die Caesaren: der Ursprung des Christenthums aus dem römischen Griechenthum (1877). Nessa obra, Bauer argumenta que o conteúdo dos Evangelhos foi copiado de outras fontes como Sêneca, Platão e Flávio Josefo. Ele foi o primeiro grande pesquisador a perceber que material no Novo Testamento foi retirado de outras fontes e fez comparações de frases e conceitos das outras fontes que foram usadas no Novo Testamento. "Sêneca não é mencionado em nenhum lugar nas passagens paralelas do Novo Testamento. Nem Platão o é quando uma passagem básica é emprestada dele.” O que Bruno estava dizendo é que os autores do Novo Testamento usaram materiais de outros autores e não lhes deram reconhecimento ou crédito por esse uso. Em relação ao material que está sendo emprestado de outras fontes, diz ele:
"A semelhança de estilo que ocorre entre as principais cláusulas de Sêneca e os paralelos do Novo Testamento permanece, apesar de tudo isso, um forte indício de que os autores de tais paralelos, como aquele com o qual iniciamos esta seção, tinham em mente os escritos do filósofo romano. Fleury apenas justapôs frases curtas ou palavras-chave dogmáticas de Sêneca e da Bíblia em paralelo; mas, se considerarmos a forma estilística da composição e da dicção em ambos os lados, reconheceremos que, do lado do romano o conteúdo e a forma se desenvolvem originalmente e têm sua motivação natural, enquanto, do lado do Novo Testamento, um determinado material é transformado em novos pontos."
David Friedrich Strauss, na sua Vida de Jesus (1835), apresentou as narrativas evangélicas como produtos semiconscientes do instinto mítico nas primeiras comunidades cristãs. Bauer desafiou a noção de Strauss de que uma comunidade poderia produzir uma narrativa tão maravilhosamente conectada como Evangelho segundo Marcos. Em vez disso, ele acreditava que apenas um único escritor foi responsável pelo que ele defendia ter sido o primeiro Evangelho, Marcos. Para Bauer, alguns temas-chave do Evangelho de Marcos pareciam ser literários.
O tema do Segredo Messiânico, por exemplo, no qual Jesus continuamente realizava maravilhas e dizia às testemunhas para nunca contarem a ninguém, parecia a Bauer um exemplo de ficção. Se assim for, escreveu Bauer, o redator que acrescentou esse tema foi provavelmente o redator final da nossa versão atual do Evangelho de Marcos. Em 1901, Wilhelm Wrede confirmou isso em seu próprio livro, Das Messiasgeheimnis in den Evangelien (O Segredo Messiânico, 1901).
Para alguns teólogos influentes da Escola de Tübingen, várias epístolas paulinas foram consideradas falsificações do século II. Bauer radicalizou essa posição ao sugerir que todas as epístolas paulinas eram falsificações escritas no Ocidente em antagonismo ao Paulo dos Atos. Bauer observou uma preponderância do elemento greco-romano sobre o elemento judaico nos escritos cristãos e utilizou-se de antecedentes históricos para apoiar sua teoria. De acordo com Schweitzer, Bauer assumiu a posição de que o escritor do evangelho de Marcos era "um italiano que se sentia em casa tanto em Roma quanto em Alexandria"; O evangelho de Mateus foi escrito por “um romano, nutrido pelo espírito de Sêneca”; e o cristianismo é essencialmente “estoicismo triunfante em traje judaico”
Bauer acrescentou uma revisão profunda da literatura europeia no século I. Na sua opinião, muitos temas-chave do Novo Testamento (especialmente aqueles que se opõem aos temas do Antigo Testamento) podem ser encontrados com relativa facilidade na literatura greco-romana que floresceu durante o primeiro século. Em Cristo e os Césares, Bauer argumentou que o Judaísmo entrou em Roma durante a era dos Macabeus e cresceu em número de adeptos e influência dentro do Império. A partir de meados do primeiro século, a aristocracia de Roma precisou lidar com o problema do cresciemnto do judaísmo. Mais de 8.000.000 de pessoas no Império Romano haviam se convertido ao judaísmo ou simpatizavam com a religião como "theosebis" (tementes a Deus). Os judeus passaram a representar 10% da população do império, 20% dessa parcela vivendo na Judéia. Bauer citou a literatura do século I para fortalecer seu argumento de que a influência judaica em Roma era muito maior do que os historiadores já haviam relatado. O trono imperial foi influenciado pelo génio religioso judaico, disse ele, citando a estreita relação dos herodianos com a família imperial romana, bem como a famosa relação entre Josefo e os Flavianos, Vespasiano e Tito. Além disso, um poema de Horácio relata sua saudação ao amigo romano num sábado, a caminho da sinagoga local.
De acordo com Bauer, Júlio César procurou interpretar sua própria vida como uma história de milagre Oriental e Augusto César completou esse trabalho encomendando a Virgílio sua Eneida fazendo de César o Filho de Vênus e um parente dos troianos, justificando assim a conquista romana da Grécia e insinuando para Roma uma história muito mais antiga datando da Guerra de Troia.
O trabalho de Bauer foi fortemente criticado na época, já que em 1839 ele foi removido de sua posição na Universidade de Bonn. Seu trabalho teve influência na Hipótese Flaviana, uma hipótese marginal dentro da historiografia, a qual nos diz que um ou mais Evangelhos sinópticos foram trabalho da corte do imperador Vespasiano. Entre os proponentes dessa hipótese temos Joseph Atwill com seu O Messias de Cesar (livro), Abelard Reuchlin (1979).
Em seu livro de dois volumes, 867 páginas, Anacalypsis (1836), o cavalheiro inglês Godfrey Higgins disse que "o mito dos hindus, o mito dos judeus e os mitos dos gregos têm a mesma base, e são artifícios sob a aparência de histórias para perpetuar doutrinas". e que os editores cristãos "ou de rogueria, ou loucura, corromperam todos eles".
A partir da década de 1870, o poeta e escritor inglês Gerald Massey interessou-se por egiptologia e supostamente aprendeu por si mesmo os hieróglifos egípcios no Museu Britânico. Em 1883, Massey publicou The Natural Genesis onde ele afirmou paralelos entre Jesus e o deus egípcio Hórus. Sua outra obra importante, Ancient Egypt: The Light of the World, foi publicada pouco antes de sua morte em 1907. Suas afirmações influenciaram vários escritores posteriores como Alvin Boyd Kuhn e Tom Harpur. Apesar das críticas de Stanley Porter e Ward Gasque, as teorias de Massey sobre etimologias egípcias para certas escrituras são apoiadas por notáveis egiptólogos contemporâneos.

### Defensores do século XX
Durante o início do século XX, vários escritores publicaram argumentos contra a historicidade de Jesus, recorrendo frequentemente ao trabalho de teólogos liberais, que tendiam a negar qualquer valor às fontes de Jesus fora do Novo Testamento e limitavam sua atenção a Marcos e à hipotética fonte Q. Eles também fizeram uso do crescente campo de história religiosa, que encontrou fontes para ideias cristãs em cultos de mistérios gregos e orientais, ao invés do judaísmo. O trabalho do antropólogo social Sir James George Frazer influenciou vários teóricos do mito de Cristo, embora o próprio Frazer acreditasse que Jesus tivesse existido. Em 1890, Frazer publicou a primeira edição de The Golden Bough, que tentou definir os elementos compartilhados da crença religiosa. Este trabalho se tornou a base de muitos autores posteriores que argumentaram que a história de Jesus era uma ficção criada pelos cristãos. Depois que várias pessoas afirmaram que ele era um teórico do mito de Cristo, na edição ampliada de 1913 de The Golden Bough, Frazer afirmou expressamente que sua teoria pressupunha um Jesus histórico.
Em 1900, o deputado escocês John Mackinnon Robertson argumentou que Jesus nunca existiu, e que foi uma invenção de um culto messiânico do primeiro século. Na visão de Robertson, grupos religiosos inventam novos deuses para atender às necessidades da sociedade da época. Robertson afirmou que uma divindade solar simbolizada pelo cordeiro e pelo carneiro havia sido adorada por um culto israelita de Josué e que esse culto havia então inventado uma nova figura messiânica, Jesus de Nazaré. Robertson argumentou que uma possível fonte para o mito cristão pode ter sido a história talmúdica do Jesus Pandera executado, que data de 100 a.C.
O professor da escola inglesa George Robert Stowe Mead argumentou em 1903 que Jesus existira, mas que ele havia vivido em 100 a.C. Mead baseou seu argumento no Talmude, que apontava para Jesus sendo crucificado c. 100 a.C. Na opinião de Mead, isso significaria que os evangelhos cristãos são míticos.
Em 1909, o professor John Eleazer Remsburg publicou The Christ, que fez uma distinção entre um possível Jesus histórico (Jesus de Nazaré) e o Jesus dos Evangelhos (Jesus de Belém). Remsburg pensava que havia boas razões para acreditar que o Jesus histórico existia, mas que o "Cristo do Cristianismo" era uma criação mítica. Remsburg compilou uma lista de 42 nomes de "escritores que viveram e escreveram durante o tempo, ou dentro de um século após o tempo" que Remsburg achou que deveria ter escrito sobre Jesus se a conta dos Evangelhos fosse razoavelmente precisa, mas quem não o fez.

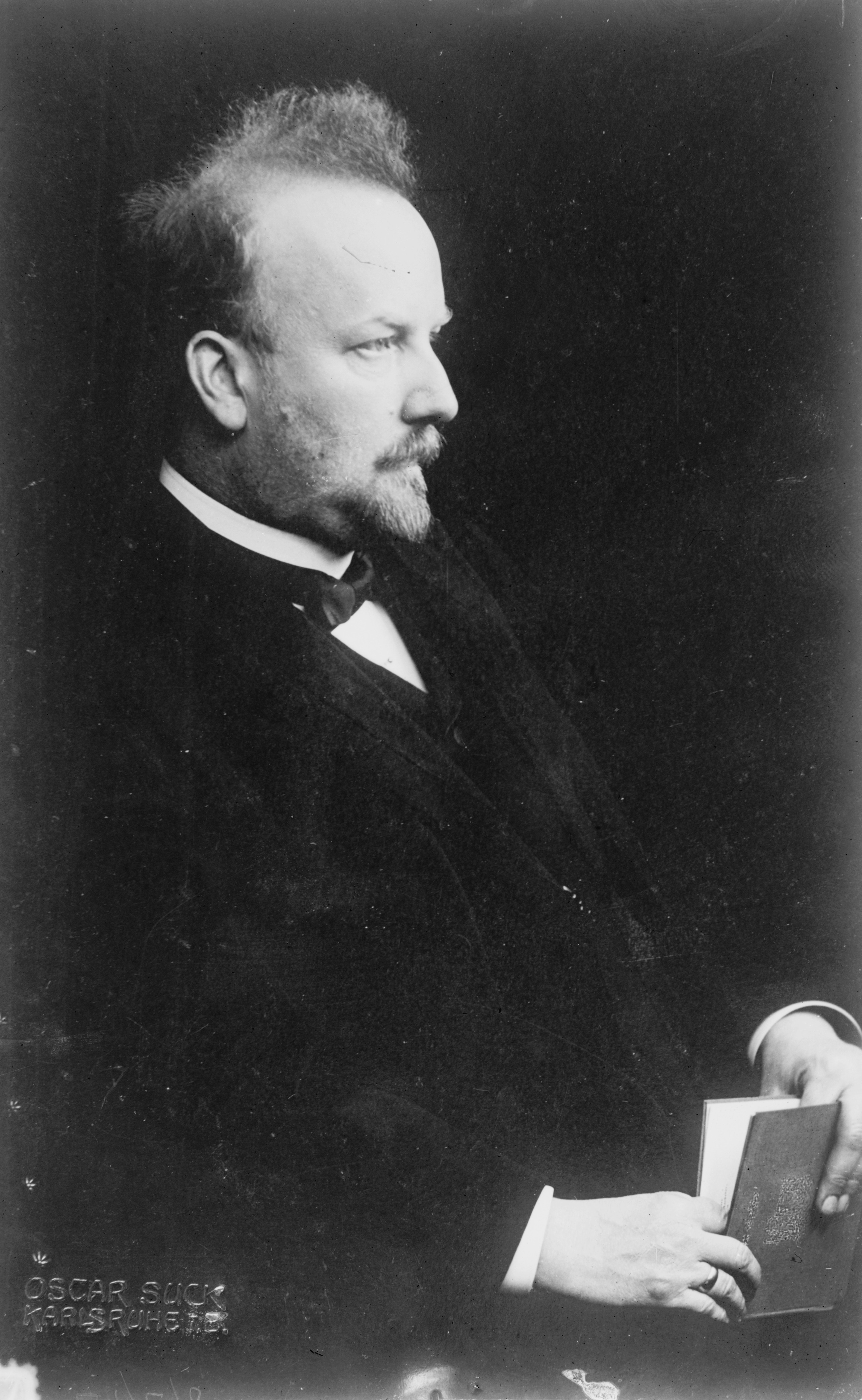
Professor alemão Arthur Drews

Também em 1909, o professor de filosofia Heinrich Arthur Drews escreveu O Mito de Cristo para argumentar que o cristianismo tinha sido um culto gnóstico judeu que se espalhou se apropriando de aspectos da filosofia e da vida grega, e divindades de morte e renascimento. Em seus livros posteriores The Witnesses to the Historicity of Jesus (1912) e The Denial of the Historicity of Jesus in Past and Present (1926), Drews revisou a erudição bíblica de seu tempo bem como o trabalho de outros teóricos do mito de Cristo, tentando mostrar que tudo o que foi relatado sobre o Jesus histórico tinha um caráter mítico. Drews recebeu críticas de Nikolai Berdyaev, que afirmou que Drews era um anti-semita que argumentava contra a existência histórica de Jesus em prol do arianismo. Drews participou de uma série de debates públicos com teólogos e historiadores que se opuseram a seus argumentos.
O trabalho de Drews encontrou solo fértil na União Soviética, onde o ateísmo marxista-leninista era a doutrina oficial do Estado. O líder soviético Lenin argumentou que, na luta contra os obscurantistas religiosos, era necessário formar uma união com pessoas como Drews. Diversas edições de The Christ Myth, de Drews, foram publicadas na União Soviética a partir do início da década de 1920. Seus argumentos acabaram sendo incluídos nos livros escolares e universitários. Reuniões públicas perguntando "Cristo existiu?" foram organizados, durante as quais os membros do partido debateram com os clérigos.
O fundador da Igreja da Cientologia, L. Ron Hubbard, estava convencido de que Jesus nunca existira, afirmando que o cristianismo evoluiu do "Implante R6": "O homem na cruz. Não havia Cristo! A Igreja Católica Romana, observando as dramatizações de pessoas pegaram alguns pequenos fragmentos de R6".

### Defensores modernos
O filósofo francês Paul-Louis Couchoud publicou nas décadas de 1920 e 1930 The historical Jesus in the twentieth century, 1900–1950, foi um antecessor dos defensores contemporâneos da teoria. De acordo com Couchoud, o cristianismo não começou com uma biografia de Jesus, mas de "uma experiência mística coletiva, sustentando uma história divina misticamente revelada". Chouchoud afirmava que Jesus não era um mito, mas uma "concepção religiosa".
George Albert Wells (1926–2017), professor de alemão, reavivou o interesse pela teoria do mito de Cristo. Em seus primeiros trabalhos, incluindo Did Jesus Exist? Wells argumentou que, como os Evangelhos foram escritos décadas após a morte de Jesus por cristãos motivados teologicamente, mas que não tinham conhecimento pessoal dele, uma pessoa racional deveria acreditar nos evangelhos somente se eles fossem confirmados independentemente. Mais tarde, Wells concluiu que a figura histórica de Jesus existira e era um pregador galileu, cujos ensinamentos foram preservados no documento Q, uma hipotética fonte comum para os evangelhos de Mateus e Lucas. O erudito bíblico Robert E. Van Voorst disse que com esse argumento Wells causou uma reviravolta entre os teóricos.
Em seu livro de 2009, Cutting Jesus Down to Size, Wells esclareceu que acreditava que os Evangelhos representam a fusão de duas correntes originalmente independentes: uma da tradição da pregação do Galileu e outra da personagem sobrenatural das primeiras epístolas de Paulo, mas ele diz que ambas as figuras devem muito de sua substância às ideias da literatura sapiencial judaica.
Em 2000, Van Voorst apresentou uma visão geral dos defensores da "Hipótese da Não-Existência", seus argumentos, sete argumentos contra essa hipótese, conforme apresentados por Wells e seus predecessores:
1. O "argumento do silêncio" deve ser rejeitado, porque "é errado supor que o que não é mencionado ou não detalhado não exista". Van Voorst argumenta ainda que a literatura cristã primitiva não foi escrita para fins históricos.[152]
2. Datar a "invenção" de Jesus por volta de 100 d.C. é demasiado tarde; Marcos foi escrito anteriormente e contém detalhes históricos abundantes que estão corretos.[152]
3. O argumento de que o desenvolvimento das tradições do Evangelho mostraria que não havia Jesus histórico é incorreto; "o desenvolvimento não prova indiscriminadamente uma invenção, e as dificuldades na interpretação não provam uma invenção."[152]
4. Os argumentos não podem explicar por que "nenhum pagão e judeu que se opusesse ao cristianismo negou a historicidade de Jesus ou mesmo a questionou". A rejeição de Tácito e Josefo ignora o consenso acadêmico.[152]
5. Os defensores da "Hipótese da Não-Existência" não são movidos por interesses acadêmicos, mas por sentimentos anticristãos.[152]
6. Wells e outros não oferecem alternativas a "outras hipóteses confiáveis" para as origens do cristianismo.[152]
7. Ele mesmo aceitou a existência de um Jesus histórico mínimo, refutando, assim, efetivamente, a "Hipótese de Não-Existência".[152]

De acordo com Graham Stanton, escrevendo em 2002, Wells apresentou a versão mais sofisticada da teoria do mito de Cristo, observando que "[sua] teoria intrigante repousa sobre vários pilares, cada um dos quais é instável". De acordo com Maurice Casey, o trabalho de Wells repetiu os principais pontos da Religionsgeschichtliche Schule, que são considerados ultrapassados pelos acadêmicos tradicionais. Suas obras não foram discutidas pelos estudiosos do Novo Testamento, porque "não eram consideradas originais, e todos os seus pontos principais foram refutados há muito tempo, por razões que eram muito bem conhecidas".

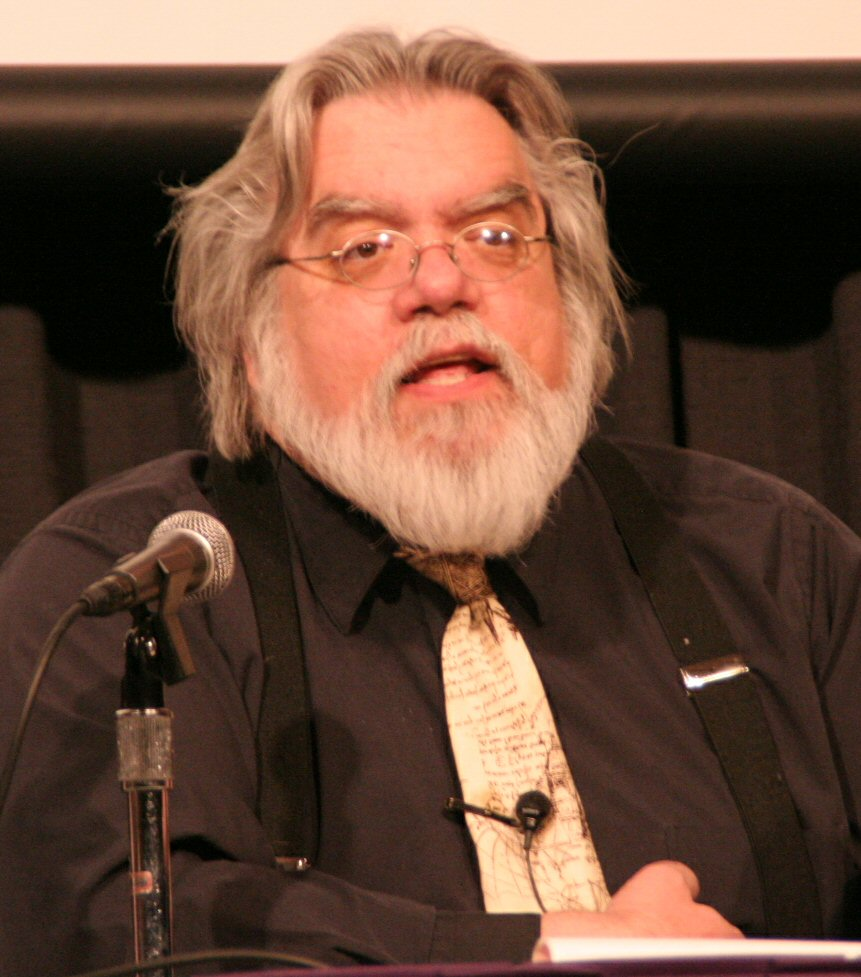
Estudioso americano do Novo Testamento Robert M. Price

O estudioso americano do Novo Testamento e ex-pastor batista Robert M. Price (nascido em 1954) era parceiro do Jesus Seminar, um grupo de escritores e estudiosos que estudam a historicidade de Jesus e que argumentam que a imagem que o cristianismo dá a  Cristo é uma construção teológica na qual traços de Jesus de Nazaré foram tecidos.
Price questionou a historicidade de Jesus em uma série de livros, incluindo Deconstructing Jesus (2000), The Incredible Shrinking Son of Man (2003), Jesus Is Dead (2007) e The Christ-Myth Theory and Its Problems (2011), bem como nas contribuições para The Historical Jesus: Five Views (2009), em que ele reconhece que está contra a visão da maioria dos estudiosos, mas adverte contra a tentativa de resolver o problema, apelando para a maioria. Price observa que "o consenso não é um critério" para a historicidade de Jesus.
Em Deconstructing Jesus, Price aponta que "o Jesus Cristo do Novo Testamento é uma figura composta", dos quais uma ampla variedade de Jesuses históricos podem ser reconstruídos, qualquer um dos quais pode ter sido o verdadeiro Jesus. Segundo Price, várias imagens de Jesus fluíram juntas na origem do cristianismo, algumas delas possivelmente baseadas na teoria, outras possivelmente baseadas em "um Jesus histórico Nazareno". Price admite incerteza a esse respeito, escrevendo em sua conclusão: "Pode ter havido uma figura real ali, mas simplesmente não há mais como ter certeza".
De acordo com Price, os relatos de Jesus são derivados de escritos judaicos, que mostram influências gregas e semelhanças com as deidades salvadoras pagãs. O cristianismo seria, então, uma síntese historicizada de mitologias principalmente egípcias, judaicas e gregas.

### Mito inspirado em Júlio César

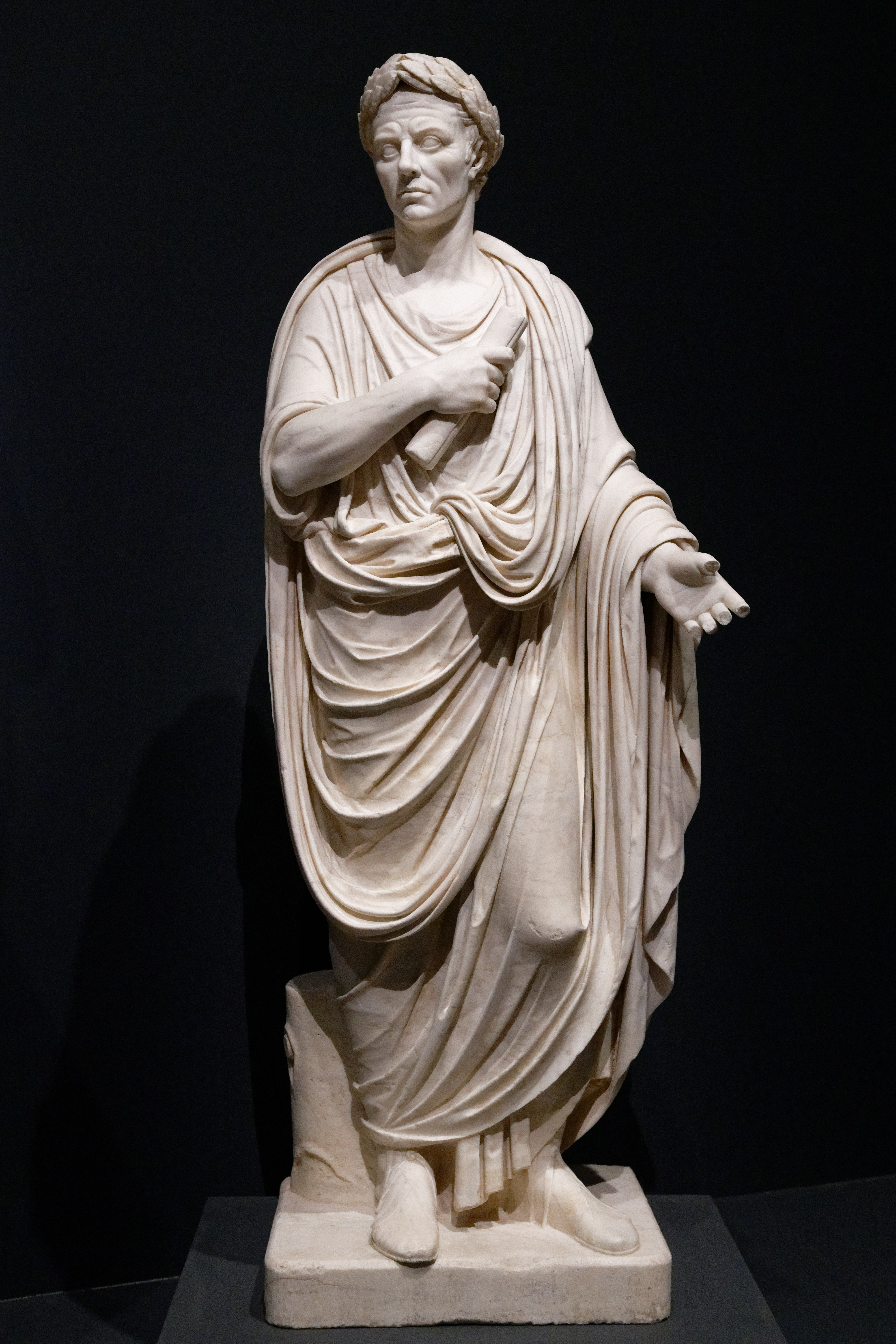
Estatua de Júlio César.

Francesco Carotta é um escritor italiano que desenvolveu uma teoria de que o Jesus histórico foi baseado na vida de Júlio César. A teoria de Francesco Carotta é contrária a todas as teorias estabelecidas sobre o Jesus histórico. Carotta postula que a pessoa histórica por trás da figura bíblica Jesus Cristo não foi Jesus de Nazaré, mas o estadista romano Gaius Julius Caesar, de cujo culto do cristianismo se desenvolveu ao longo de várias gerações. Segundo ele, as iniciais também sugerem uma inspiração, onde JC de Jesus Cristo pode ser comparado a Júlio César e na gráfia original IC de Iesus Christus equivale á Iulius Caesar.
A tese do livro de Carotta, Jesus foi César, é baseada na comparação dos evangelhos, especialmente o Evangelho mais antigo de Marcos, com as fontes antigas sobre os últimos anos da vida de César e seu legado imediato. As fontes romanas incluem Ápio, Plutarco e Suetônio, que se basearam em certa medida no contemporâneo de César Gaius Asinius Pollio e em sua Historiae perdida, que, de acordo com Carotta, pode constituir o "Ur-Evangelho latino". Isso é aumentado por comparações de arqueologia, numismática, iconografia, liturgia, e tradições rituais. Carotta argumenta que os múltiplos paralelos que ele vê entre as vidas e os cultos de César e Jesus podem ser melhor explicados por sua teoria de que Jesus Cristo é baseado no deificado Júlio César, o Divino iulius, transformado e espelhado nas regiões helenísticas e judaizantes orientais do Império Romano.
Dentro da teoria de Carotta, os evangelhos são hipertextos após uma transposição diegética de fontes latinas e greco-romanas (hipotextos) sobre a vida de César desde o início da Guerra Civil, a travessia do Rubicão, até seu assassinato, funeral e deificação, em conformidade com A missão de Jesus desde o Jordão até sua prisão, crucificação e ressurreição. Textualmente transformado de Roma para Jerusalém nas colônias de veteranos orientais de César, a narrativa do Evangelho com sua geografia alterada, estrutura dramática, seus personagens e ambiente cultural recém-adotado, portanto, não teria sido escrita nem como uma aproximação mimética dos atributos cesarianos nem como um amálgama mitológico, mas como uma reescrita diretamente dependente, embora mutante (réécriture) da história real.
Ele argumenta que, após essa transposição inicial, houve a princípio uma redação do Ur-Evangelho de Cesariana inspirada na história e teogonia de Augusto, por meio da qual os evangelhos sinóticos posteriores de Mateus e Lucas incorporaram (entre outras perícopes) a Natividade de Jesus, originalmente transposta do presépio de Augusto e da narrativa da ressurreição, segundo as estruturas cronológico-biográficas do relato histórico de Nicolau de Damasco. As gerações posteriores produziram tradições mais discretas como o Evangelho de João, os Atos dos Apóstolos e o Livro do Apocalipse. De acordo com Carotta, a última metamorfose cristã primitiva da religião de César oriental, que deveria reinterpretar o culto fundacional da dinastia imperial Juliana em relação à Palestina contestada, foi provocada pela nova ideologia teopolítica Flaviana, que também induziu a reescrita de a vita do historiador da corte de Vespasiano, Flávio Josefo, na hagiografia de São Paulo na segunda parte dos Atos.

## Recepção
Segundo Derek Murphy, os documentários The God Who Wasn't There (2005) e Zeitgeist, o Filme (2007) levantou interesse pela teoria do mito de Cristo com um público maior e deu ao tópico uma grande cobertura na Internet. Daniel Gullotta observa a relação entre a organização "Atheists United" e o trabalho de Carrier relacionado à teoria, que aumentou "a atenção do público".

### Supostas semelhanças entre as divindades pagãs com Jesus
Segundo os defensores dessa teoria, é possível notar algumas semelhanças míticas na história de Jesus com outras histórias de outras mitologias. Abaixo estão as mais fortes e questionáveis similaridades de alguns aspectos da vida e história de Jesus Cristo com outras deidades, segundo os teóricos do Mito de Cristo.
| Evento                             | Teoria do Mito de Cristo | Visão acadêmica (mainstream)                                                                      | Ref.(s)                | Notas |
| Átis (Frígia/Roma)                 | Átis (Frígia/Roma) | Átis (Frígia/Roma)                                                                                | Átis (Frígia/Roma)     | Átis (Frígia/Roma) |
| ---------------------------------- | --- | ------------------------------------------------------------------------------------------------- | ---------------------- | --- |
| Nascimento virginal                | Há paralelos entre o nascimento virginal de Cristo e o nascimento de Átis                                                                                | Não há fontes que comprovem o nascimento virginal de Átis.                                        | [ 93 ] [ 167 ]         | Átis é concebido de uma semente de amêndoa, a qual cai da amendoeira após Zeus derramar seu sêmen sobre ela. Outros relatos dizem que Átis foi concebido por uma fruta produzida pelo sangue de sua mãe. |
| Crucificação                       | Alguns defensores da teoria do Mito de Cristo cogitam que existem semelhanças entre a morte de Átis e a de Cristo                                        | Paralelomania.                                                                                    | [ 93 ] [ 167 ]         | Átis se castrou debaixo de um pinheiro. O seu sangue correu pelo chão através de seu órgão ferido, fazendo nascer um trecho de violetas.                                                                 |
| Ressurreição dos mortos            | Existem paralelos entre a ressurreição dos mortos de Jesus com o renascimento de Átis                                                                    | Não existem fontes históricas que sustentam essa afirmação.                                       | [ 93 ] [ 167 ]         | Considerada paralelomania. As interpretações são posteriores. |
| Remissão dos pecados               | Alguns defensores consideram que Átis foi morto para salvar a humanidade assim como Cristo                                                               | Não existem fontes históricas que sustentam essa afirmação.                                       | [ 93 ] [ 167 ]         | |
| Adônis (Grécia Antiga)             | |                                                                                                   |                        | |
| Ascensão                           | Alguns teóricos defendem que existe um paralelo entre Adônis e Cristo quanto à Ascensão                                                                  | As fontes relatam a ascensão de Adônis enquanto vivo.                                             | [ 93 ] [ 167 ]         | |
| Baal (Mesopotâmia)                 | |                                                                                                   |                        | |
| Filho de Deus                      | Alguns teóricos defendem que existe um paralelo entre Baal e Cristo quanto ao epíteto "Filho de Deus"                                                    | Baal era filho de El (nome de um deus adorado na mesopotâmia) ou ainda de Dagon.                  | [ 93 ] [ 167 ]         | |
| Ressurreição dos mortos            | Existem paralelos entre a ressurreição dos mortos de Jesus com uma suposta ressurreição de Baal                                                          | Existem muitas lacunas na narrativa original de Baal, possibilitando interpretações errôneas.     | [ 93 ] [ 167 ]         | |
| Descida ao Mundo dos Mortos        | Alguns teóricos defendem que existe um paralelo entre Baal e Cristo quanto à Descida ao Mundos dos Mortos                                                | Paralelomania.                                                                                    | [ 93 ] [ 167 ]         | Baal desce ao submundo. |
| Baco/Dioniso (Roma/Grécia)         | |                                                                                                   |                        | |
| Filho de Deus                      | Alguns teóricos defendem que existe um paralelo entre Dioniso e Cristo quanto ao epíteto "Filho de Deus"                                                 | Paralelomania.                                                                                    | [ 93 ] [ 167 ]         | Dioniso era (mais) um dos filhos de Zeus. Não era clamado como "o Filho de Deus". |
| Salvador                           | Alguns teóricos defendem que o epíteto "Salvador" dado a Jesus já era utilizado nas mitologias greco-romana à Baco/Dioniso                               | Paralelomania.                                                                                    | [ 93 ] [ 167 ] [ 170 ] | |
| Realização de milagres             | Defensores da Teoria do Mito de Cristo afirmam que existe um paralelo entre os milagres realizados por Jesus e os milagres realizados por Dioniso        | Paralelomania.                                                                                    | [ 93 ] [ 167 ]         | |
| Ressurreição dos mortos            | Existem paralelos entre a ressurreição dos mortos de Jesus com uma suposta ressurreição de Dioniso                                                       | O relato diz que Dioniso foi "restaurado para a vida em seu coração". Paralelomania.              | [ 93 ] [ 167 ]         | |
| Descida ao Mundo dos Mortos        | Alguns teóricos defendem que existe um paralelo entre Dioniso e Cristo quanto à Descida ao Mundos dos Mortos                                             | Paralelomania.                                                                                    | [ 93 ] [ 167 ]         | Dioniso desce ao submundo. |
| Hermes (Grécia Antiga)             | |                                                                                                   |                        | |
| Filho de Deus                      | Alguns teóricos defendem que existe um paralelo entre Hermes e Cristo quanto ao epíteto "Filho de Deus"                                                  | Paralelomania.                                                                                    | [ 93 ] [ 167 ]         | Hermes era (mais) um dos filhos de Zeus. Não era clamado como "o Filho de Deus". |
| Realização de milagres             | Defensores da Teoria do Mito de Cristo afirmam que existe um paralelo entre os milagres realizados por Jesus e os milagres realizados por Hermes         | Paralelomania.                                                                                    | [ 93 ] [ 167 ]         | Hermes criou a lira quando criança. |
| Descida ao Mundo dos Mortos        | Alguns teóricos defendem que existe um paralelo entre Hermes e Cristo quanto à Descida ao Mundos dos Mortos                                              | Paralelomania.                                                                                    | [ 93 ] [ 167 ]         | Hermes guia as almas para o submundo. |
| Hórus (Antigo Egito)               | |                                                                                                   |                        | |
| Filho de Deus                      | Alguns teóricos defendem que existe um paralelo entre Hórus e Cristo quanto ao epíteto "Filho de Deus"                                                   | Hórus era filho de Osíris, depois filho de Rê.                                                    | [ 93 ] [ 167 ]         | |
| Realização de milagres             | Defensores da Teoria do Mito de Cristo afirmam que existe um paralelo entre os milagres realizados por Jesus e os milagres realizados por Hórus          | Quando criança, Hórus curava e praticava magia.                                                   | [ 93 ] [ 167 ]         | |
| Krishna (Civilização Védica/Hindu) | |                                                                                                   |                        | |
| Nascimento virginal                | Há paralelos entre o nascimento virginal de Cristo e o nascimento de Krishna                                                                             | Krishna foi o oitavo filho de Devaki, que o concebeu virgem.                                      | [ 93 ] [ 167 ]         | |
| Realização de milagres             | Defensores da Teoria do Mito de Cristo afirmam que existe um paralelo entre os milagres realizados por Jesus e os milagres realizados por Krishna        | Quando criança, Krishna curava e praticava magia, no Mahabharata.                                 | [ 93 ] [ 167 ]         | |
| Ressurreição dos mortos            | Existem paralelos entre a ressurreição dos mortos de Jesus com a ressurreição de Krishna                                                                 | Krishna ressuscitou dos mortos no épico Mahabharata. Paralelomania.                               | [ 93 ] [ 167 ]         | |
| Ascensão                           | Alguns teóricos defendem que existe um paralelo entre Krishna e Cristo quanto à Ascensão                                                                 | A ascensão de Krishna ocorre no mesmo dia, não no terceiro. Paralelomania.                        | [ 93 ] [ 167 ]         | |
| Mitra (Pérsia)                     | |                                                                                                   |                        | |
| Salvador                           | Alguns teóricos defendem que o epíteto "Salvador" dado a Jesus já era utilizado na mitologia persa em referência ao deus Mitra                           | Paralelomania.                                                                                    | [ 93 ] [ 167 ] [ 170 ] | Mitra era considerado uma "deidade de luz e salvação" |
| Refeição de Pão e Vinho            | Mitólogos que defendem a teoria afirmam que existe um paralelo entre a refeição do pão e vinho de Jesus e os Apóstolos e a refeição comunitária de Mitra | Paralelomania.                                                                                    | [ 93 ] [ 167 ]         | A refeição, porém, não era considerada "carne e sangue de Deus" |
| Ascensão                           | Alguns teóricos defendem que existe um paralelo entre Mitra e Cristo quanto à Ascensão                                                                   | Mitra ascende ao céu na "carruagem do sol". Paralelomania.                                        | [ 93 ] [ 167 ]         | |
| Osíris (Egito Antigo)              | |                                                                                                   |                        | |
| Filho de Deus                      | Alguns teóricos defendem que existe um paralelo entre Osíris e Cristo quanto ao epíteto "Filho de Deus"                                                  | Paralelomania.                                                                                    | [ 93 ] [ 167 ]         | Osíris era filho de Geb, mas não há certeza de que Geb fosse uma divindade. |
| Ressurreição dos mortos            | Existem paralelos entre a ressurreição dos mortos de Jesus com a revivificação de Osíris                                                                 | Paralelomania.                                                                                    | [ 93 ] [ 167 ]         | Depende de interpretação dos hieróglifos. |
| Descida ao Mundo dos Mortos        | Alguns teóricos defendem que existe um paralelo entre Osíris e Cristo quanto à Descida ao Mundos dos Mortos                                              | Paralelomania.                                                                                    | [ 93 ] [ 167 ]         | Osíris desce para o submundo. |
| Juiz Divino                        | Os defensores da teoria afirmam que existe um paralelo entre o epíteto "Juiz Divino" entre Jesus e Osíris                                                | Paralelomania.                                                                                    | [ 93 ] [ 167 ]         | Osíris preside o julgamento da alma. |
| Tamuz (Suméria)                    | |                                                                                                   |                        | |
| Ressurreição dos mortos            | Existem paralelos entre a ressurreição dos mortos de Jesus com a suposta ressurreição de Tamuz                                                           | Não há consenso entre os estudiosos se Tamuz de fato ressuscitou dos mortos nas fontes originais. | [ 93 ] [ 167 ]         | Depende de interpretação das fontes originais. |
| Descida ao Mundo dos Mortos        | Alguns teóricos defendem que existe um paralelo entre Tamuz e Cristo quanto à Descida ao Mundos dos Mortos                                               | Paralelomania.                                                                                    | [ 93 ] [ 167 ]         | Tamuz desce para o submundo. |

## Recepção no meio acadêmico
No meio acadêmico moderno, a teoria do mito de Cristo é uma teoria marginal e não encontra virtualmente nenhum apoio dos estudiosos.

### Carência de apoio
De acordo com o erudito do Novo Testamento, Bart D. Ehrman, a maioria das pessoas que estuda o período histórico de Jesus acredita que ele existiu, não apoiando à teoria do mito de Cristo.
Maurice Casey, teólogo e erudito do Novo Testamento e do cristianismo primitivo, afirmou que a crença entre os acadêmicos de que Jesus existiu é completamente certa. De acordo com Casey, a visão de que Jesus não existira é "a visão dos extremistas", "comprovadamente falsa" e "os estudiosos profissionais geralmente a consideram como tendo [a exisência de Cristo] se estabelecido em estudos sérios há muito tempo".
Em seu livro de 1977, Jesus: An Historian's Review of the Gospels, o historiador clássico e autor popular Michael Grant concluiu que "os métodos modernos de crítica fracassam em apoiar a teoria do mito de Cristo". Em apoio a isso, Grant citou a opinião de Roderic Dunkerley de 1957 de que a teoria do mito de Cristo "foi repetidamente respondida e aniquilada por estudiosos de primeira linha". Ao mesmo tempo, ele também citou a opinião de Otto Betz, de 1968, de que "nenhum estudioso sério ousou postular a não-historicidade de Jesus — ou, pelo menos, pouquíssimos, e eles não conseguiram se livrar das mais fortes, de fato muito abundantes, evidências contraditórias". No mesmo livro, ele também escreveu: 
Se aplicarmos ao Novo Testamento, como deveríamos, o mesmo tipo de critério que devemos aplicar a outros escritos antigos que contenham material histórico, não podemos mais rejeitar a existência de Jesus como podemos rejeitar a existência de uma gama de personagens pagãos como figuras históricas que nunca é realmente questionada.
Graeme Clarke, professor emérito de História Clássica e Arqueologia na Australian National University declarou: "Francamente, eu não conheço nenhum historiador antigo ou historiador bíblico que teria uma pontada de dúvida sobre a existência de Jesus Cristo — a evidência documental é simplesmente esmagadora".
R. Joseph Hoffmann, que havia criado o Jesus Project, que incluía tanto mitólogos e historiadores para investigar a historicidade de Jesus, escreveu que um adepto da teoria do mito de Cristo pediu para criar uma seção separada do projeto para aqueles comprometidos com a teoria. Hoffmann achava que estar comprometido com a teoria assinalava uma falta de ceticismo necessário e observou que a maioria dos membros do projeto não chegava à conclusão mítica sobre a existência de Cristo.

#### Questionamentos sobre a competência dos defensores do Mito de Cristo
Críticos da teoria do mito de Cristo questionam a competência de seus defensores Segundo Ehrman: 
Poucos desses mitólogos são na verdade eruditos treinados em história antiga, religião, estudos bíblicos ou qualquer campo cognato, muito menos nas antigas línguas geralmente consideradas importantes para aqueles que querem dizer algo com qualquer grau de autoridade sobre um professor judeu que (alegadamente) viveu na Palestina do primeiro século.
Em resposta, Thompson questionou a natureza polêmica dessa qualificação, apontando para sua própria posição acadêmica e experiência. Thompson declarou: "[Ehrman] atribuiu ao meu livro argumentos e princípios que eu nunca tinha apresentado, certamente não que Jesus nunca tivesse existido". Thompson questiona as qualificações de Ehrman em relação aos escritos e pesquisas do Antigo Testamento, bem como sua competência para reconhecer os problemas envolvidos na "narrativa reiterada" e "a historicidade de uma figura literária", afirmando que Ehrman "entendeu mal" [...] a própria questão da historicidade da figura do Novo Testamento de Jesus".
Maurice Casey criticou os mitólogos defensores da teoria, apontando total ignorância da parte deles de como os estudos críticos modernos realmente funcionam. Ele também critica os defensores por sua frequente suposição de que todos os estudiosos modernos da religião são fundamentalistas protestantes da variedade americana, insistindo que essa suposição não é apenas totalmente imprecisa, mas também exemplar das concepções errôneas dos mitólogos sobre as ideias e atitudes dos estudiosos convencionais.

#### Oposição
Poucos acadêmicos se incomodaram em criticar as teorias do mito de Cristo. Robert Van Voorst escreveu:
Os estudiosos contemporâneos do Novo Testamento tipicamente viam os argumentos (do mito de Cristo) como tão fracos ou bizarros que os relegam a notas de rodapé, ou frequentemente os ignoram completamente [...] A teoria da inexistência de Jesus está agora efetivamente morta como questão acadêmica".
Paul L. Maier, ex-professor de História Antiga na Western Michigan University e atual professor emérito do Departamento de História, declarou: "Qualquer um que use o argumento de que Jesus nunca existiu está simplesmente ostentando sua ignorância". Entre os estudiosos notáveis que abordaram diretamente o mito de Cristo estão Bart Ehrman, Maurice Casey e Philip Jenkins.

## Documentários
Desde 2005, vários documentários em inglês focalizaram — pelo menos em parte — a teoria do mito de Cristo:
- The God Who Wasn't There dirigido por Brian Flemming, com participação de Richard Carrier e Robert M. Price (2005)
- The Pagan Christ produzido pela Canadian Broadcasting Corporation e com participação de Tom Harpur (2007)
- Zeitgeist: The Movie dirigido por Peter Joseph (2007)
- The Hidden Story of Jesus produzido pelo Channel 4 e com participação de Robert Beckford (2007)
- Religulous dirigido por Larry Charles e com participação de Bill Maher (2008)
- Caesar's Messiah by Joseph Atwill (2013)

### Citações
1. ↑  Doherty (1999a), §. Was There No Historical Jesus?: "[M]odern analysis of the Gospels has placed them in the category of "midrash", a traditional Jewish scribal and teaching device in which elements drawn from the scriptures are combined and reworked to create new prescriptions for moral behavior and new interpretations of divine truths. Traditional midrash often did this through entirely fictional creations, whose story elements served symbolic purposes, like morality tales."
2. ↑  Bethune, Brian (23 March 2016). "Did Jesus really exist?". Macleans.ca (Macleans March 28, 2016). Rogers Media. [Richard Carrier notes that per corroborating the New Testament account of Jesus] for a century there are no other Christian witnesses; perhaps more inexplicably, no pagan witnesses (whose references to Jesus would have been mentioned by later Christians, either to celebrate or [to] refute).
3. ↑  Ehrman (2012), p. 34: "[The basic mythicist position is] the negative argument, that we have no reliable witness that even mentions a historical Jesus, and the positive one, that his story appears to have been modeled on the accounts told of other divinities..."
4. ↑  Lataster (2015a), p. 70, §. Critiquing the Epistles: "Paul’s knowledge of Jesus comes from the Scriptures and his direct channel to the divine rather than first-hand eyewitness accounts, he can almost certainly be written off as a reliable and primary source of evidence for the historical Jesus. New Testament scholar Gerd Lüdemann (University of Göttingen) agrees: “In short, Paul cannot be considered a reliable witness to either the teachings, the life, or the historical existence of Jesus.” (Gerd Lüdemann, “Paul as a Witness to the Historical Jesus,” in Sources of the Jesus Tradition: Separating History from Myth, ed. R. Joseph Hoffmann (Amherst, NY: Prometheus Books, 2010), p. 212.)"
5. ↑  Price (2009), p. 63, §. The Traditional Christ-Myth Theory: "[W]e should never guess from the Epistles that Jesus died in any particular historical or political context, only that the fallen angels (Col 2:15), the archons of this age, did him in, little realizing they were sealing their own doom (1 Cor 2:6–8)."
6. ↑  Eddy & Boyd (2007), p. 202: "While New Testament scholars agree that Paul has relatively little to say about the life and ministry of Jesus, most grant that Paul viewed Jesus as a recent contemporary. The most extreme legendary-Jesus theorists, however—particularly the Christ myth theorists—deny this. They argue that nothing in Paul’s letters indicates that he believed Jesus was a contemporary of his. Rather, they contend, the Jesus of Paul’s theology is a savior figure patterned after similar figures within ancient mystery religions. According to the theory, Paul believed that Christ entered the world at some point in the distant past—or that he existed only in a transcendent mythical realm—and died to defeat evil powers and redeem humanity. Only later was Jesus remythologized [i.e. historicized] as a Jewish contemporary."
7. ↑  Carrier (2014), p. 53: "At the origin of Christianity, Jesus Christ was thought to be a celestial deity much like any other. [...] Like some other celestial deities, this Jesus was originally believed to have endured an ordeal of incarnation, death, burial and resurrection in a supernatural realm [not on Earth]."
8. ↑  Carrier (2015), p. 418: "[T]here is no independent evidence of Jesus’s existence outside the New Testament. All external evidence for his existence, even if it were fully authentic (though much of it isn’t), cannot be shown to be independent of the Gospels, or Christian informants relying on the Gospels. None of it can be shown to independently corroborate the Gospels as to the historicity of Jesus. Not one single item of evidence. Regardless of why no independent evidence survives (it does not matter the reason), no such evidence survives."
9. ↑  Jesus como um anjo preexistente: Fil. 2:5–11. Jesus era um anjo: Gal. 4:14. Jesus conheceu Moisés: 1 Cor. 10:4. Ver também Metatron.
10. ↑  Van Voorst (2003), p. 660: "[Per] The Jesus Myth (1999), [G. A.] Wells ...now accepts that there is some historical basis for the existence of Jesus, derived from the lost early “gospel” “Q” (the hypothetical source used by Matthew and Luke). Wells believes that it is early and reliable enough to show that Jesus probably did exist, although this Jesus was not the Christ that the later canonical Gospels portray."
11. ↑  Veja também a resenha de Robert M. Price sobre Christ in Egypt: The Horus-Jesus Connection.